# Желязкі (Елцький повіт)
Желязкі (пол. Żelazki, нім. Schelasken) — село в Польщі, у гміні Простки Елцького повіту Вармінсько-Мазурського воєводства.
Населення — 30 осіб (2011).

## Демографія
Демографічна структура станом на 31 березня 2011 року:
|          | Загалом | Допрацездатний вік | Працездатний вік | Постпрацездатний вік |
| -------- | ------- | ------------------ | ---------------- | -------------------- |
| Чоловіки | 16      | 4                  | 9                | 3                    |
| Жінки    | 14      | 6                  | 6                | 2                    |
| Разом    | 30      | 10                 | 15               | 5                    |